# Andy Kaltenbrunner
Andy Kaltenbrunner (* 1962) ist ein österreichischer Journalist, Politikwissenschaftler, Medienforscher und -entwickler. Er gründete 2005 das Medienhaus Wien und lehrt an mehreren europäischen Universitäten und Hochschulen. Seit 2016 leitet er das Grundlagenforschungsprojekt „Journalism in Transition“ an der Österreichischen Akademie der Wissenschaften. Zentrale Ergebnisse wurden 2020 in der nationalen Gesamterhebung „Der österreichische Journalismus-Report“ publiziert.

## Biografie
Von 1981 bis 1989 war Kaltenbrunner Redakteur der Wiener Tageszeitung Arbeiter-Zeitung, die ab Mitte Oktober 1985 unter dem Titel Neue AZ im Kleinformat herausgegeben wurde. 1982 erhielt er den österreichischen Staatspreis für Journalismus des Unterrichts- und 1985 den Journalismus-Staatspreis des Familienministeriums. Er wurde 1990 Politikredakteur und -ressortleiter des Wiener Nachrichtenmagazins profil und Gründer und Leiter der neuen Onlinedienste der trend/profil/Orac-Magazingruppe. Parallel war er Chefredakteur für die profil extra-Hefte.
1996 gründete er den Redaktionslehrgang Magazinjournalismus von trend und profil gemeinsam mit Hubertus Czernin sowie Thomas A. Bauer vom Institut für Publizistik- und Kommunikationswissenschaft der Universität Wien. Der Lehrgang wurde als dreijähriges Ausbildungsprojekt durchgeführt. Absolventen sind u. a. die Journalisten Florian Klenk, Barbara Tóth, Tanja Paar, Robert Treichler, Peter Schneeberger, Adelheid Wölfl, Gernot Bauer, Stephan Scoppetta und Mia Eidlhuber, der Politikberater Thomas Hofer, der Verhaltensökonom Gerhard Fehr und der US-Filmproduzent Joe Neurauter.
Seit 2000 betreibt Kaltenbrunner ein Medienberatungsbüro in Wien, das in Deutschland, Spanien und Österreich crossmediale Projekte und Strategien für mehrmediale Newsrooms entwickelt und Digitalisierungsprozesse von Medienhäusern begleitet. 2004 bis 2021 machte er gemeinsam mit Partnern die Ausgaben 1945–1989 der 1991 eingestellten Arbeiter-Zeitung gratis online zugänglich (siehe unten). 2005 gründete er gemeinsam mit Astrid Zimmermann, Daniela Kraus, Matthias Karmasin und Alfred J. Noll die Medienhaus Wien GmbH für medienwissenschaftliche Grundlagenforschung, praxisbezogene Journalismusforschung und Entwicklung von Aus- und Weiterbildungsangeboten im Medienbereich. In der Forschungs- und Publikationsreihe Journalisten-Report des Medienhauses Wien werden seit 2007 Eckdaten und Trends zur Entwicklung des Journalismus in Österreich durch Befragungen erhoben und analysiert.
2001 wurde mit der Präsentation des Begleitbuchs Beruf ohne (Aus-)Bildung. Anleitungen zum Journalismus eine breite Debatte über Professionalisierung der Journalistenausbildung eröffnet. Kaltenbrunner initiierte den ersten Fachhochschul-Studiengang für Journalismus und Medienmanagement in Wien und leitete das Entwicklungsteam an der FHWien bis zum Start 2003. Kaltenbrunner lehrte unter anderem auch an der Akademie für Publizistik in Hamburg, dem Poynter Institute in den USA, an der Universität Wien und der Universität Klagenfurt, er ist Honorarprofessor der Universität Miguel Hernández Elche in Valencia, Gastprofessor der Sommerhochschule der Universität Wien für European Studies und war Mitglied des wissenschaftlichen Beirats der Österreichischen Zeitschrift für Politikwissenschaft.
Kaltenbrunner war Leiter des Entwicklungsteams für den FH-Studiengang Film-, TV- und Medienproduktion an der Fachhochschule des BFI Wien, wo er seit 2011 lehrt und 2023 zum Ehrensenator der Hochschule ernannt wurde. Er war außerdem 2011 bis 2016 Programmdirektor des Executive-Master-Studiengangs International Media Innovation Management (imim)  an der Deutschen Universität für Weiterbildung (DUW) - Steinbeis Hochschule in Berlin. Seit 2016 leitet er auch den Zertifikatslehrgang Digitaljournalismus und die Masterclass Journalistische Innovation an der Wiener Journalismus-Akademie FJUM - Forum Journalismus und Medien.

## Digitale Medienarchive
Im Jahr 2004 entwickelte die Kaltenbrunner Medienberatung ein Archiv der Arbeiter-Zeitung im Internet als erstes kostenloses Archiv mit allen Ausgaben einer deutschsprachigen Tageszeitung nach 1945 im World Wide Web. Ein weiteres offenes Printmedienarchiv im Web wurde mit der Digitalisierung des regionalen Wochenblattes Burgenländische Freiheit (BF) realisiert, mit Volltextsuche in allen Ausgaben von 1922 bis 2007.

## Forschungsschwerpunkte
Journalismus in Österreich
2006–2008 wurde die Studie Journalismus in Österreich – analog zur Studie Journalismus in Deutschland von Siegfried Weischenberg, Armin Scholl und Maja Malik – durchgeführt. Sie stellte zentrale Daten über Merkmale und Einstellungen österreichischer Journalisten bereit. 2013 erschien in der Reihe ein Band, der Medienmanagement in Österreich und dessen Selbstverständnis analysierte. 2017 erschien der englischsprachige Journalism Report V: Innovation and Transition anlässlich des Jahrestreffens des Global Editor Networks (GEN) in Wien. Bis Ende 2019 wurde im Rahmen des Projektes „Journalism in Transition“ am Institut für vergleichende Medien- und Kommunikationsforschung der Österreichischen Akademie der Wissenschaften und der Alpen Adria Universität unter Leitung von Andy Kaltenbrunner und Matthias Karmasin eine neue Gesamterhebung zu Journalismus in Österreich durchgeführt. 2020 erschien „Der Österreichische Journalismus-Report“ neu auf Basis Zehntausender soziodemografischer Daten und von 501 Interviews mit österreichischen Journalisten und Journalistinnen - und stellte unter anderem einen Rückgang der journalistischen Arbeitsplätze in Österreich ab 2006 um 25 Prozent fest.
Medienkonvergenz und Digitalisierung
Der Forschungsschwerpunkt Medienkonvergenz fokussiert auf die Veränderung journalistischer Berufsbilder und Arbeitsweisen im europäischen Vergleich. Kooperationspartner sind Klaus Meier (Katholische Universität Eichstätt-Ingolstadt) und José Garcia Avilés Universidad Miguel Hernández Elche. Sie gründeten gemeinsam mit Kaltenbrunner das internationale Netzwerk zur Journalismus-Innovationsforschung Innovamedia.Net. 2017 wurden vom Team von Medienhaus Wien die digitalen Integrationsstrategien aller österreichischen Tageszeitungen untersucht. Von 2021 bis 2024 waren die Universitäten in Elche, Eichstätt und Medienhaus Wien gemeinsam mit der Züricher Hochschule für Angewandte Wissenschaften und der Universita della Svizzera Italiana die Träger des internationalen Forschungsprojektes „Journalism Innovation in Democratic Societies“. In hundert Case-Studies wurden dabei erfolgreiche journalistische Innovationsprojekte untersucht.
Medienselbstregulierung
Seit 2005 werden Forschungs- und Transferprojekte zum Thema Medienselbstregulierung durchgeführt, die internationale Vergleichsdaten und Analysen zur Wiedereinrichtung eines neuen Medienselbstkontrollorgans in Österreich (nach Auflösung des Österreichischen Presserates) lieferten und wissenschaftliche Grundlage für dessen Neugründung im Jahr 2010 waren. Kaltenbrunner arbeitete im EU-Forschungsprojekt MediaAct mit, das sich mit Medienselbstkontrolle und Medientransparenz beschäftigt.
Recherche und neue Medien
Durch die neuen Medien, insbesondere durch die Wikipedia, haben sich die Recherchetechniken der Journalisten stark geändert. Die Rolle der Wikipedia bei der Recherche wird von Kaltenbrunner dabei hinterfragt.

## Publikationen
- Kaltenbrunner, Andy: (2021): Scheinbar transparent. Inserate und Presseförderung der österreichischen Bundesregierung. Delta X Verlag. Wien.
- Kaltenbrunner, Andy / Lugschitz, Renée / Karmasin, Matthias / Luef, Sonja / Kraus, Daniela: (2020): Der österreichische Journalismus-Report. Eine empirische Erhebung und eine repräsentative Befragung. Facultas Verlag. Wien.
- Kaltenbrunner, Andy / Karmasin, Matthias / Kraus, Daniela (eds.): (2017): Journalism Report V: Innovation and Transition. Facultas Verlag. Wien.
- Kaltenbrunner, Andy (2013): Medienmanagement und Innovation. In: Kaltenbrunner, Andy / Karmasin, Matthias / Kraus, Daniela (Hg.): Der Journalisten-Report IV. Medienmanagement in Österreich, Facultas. Wien. S. 53–75
- Karmasin, Matthias; Kraus, Daniela; Kaltenbrunner, Andy; Bichler, Klaus (2011): Austria: A Border-Crosser. In: Eberwein, Tobias; Fengler, Susanne; Lauk, Epp; Leppik-Bork, Tanja (Hg.): Mapping Media Accountability – in Europe and Beyond. Köln. Halem. 22–36.(English)
- García-Avilés; José-Alberto; González-Esteban, José-Luis; Kaltenbrunner, Andy; Karmasin, Matthias: Self-regulation and the new challenges in journalism: Comparative study across European countries. Revista Latina de communication social. Nr. 66. 2011. (English)
- Kaltenbrunner, Andy/Karmasin, Matthias / Kraus, Daniela (Hg.)(2010): Der Journalisten Report III. Politikjournalismus in Österreich. Facultas. Wien.
- Kaltenbrunner, Andy (2010): Was bin ich? Leitmotive und Leitmedien im Politikjournalismus. In: Kaltenbrunner, Andy / Karmasin, Matthias / Kraus, Daniela (Hg.): Der Journalisten Report III. Politikjournalismus in Österreich. Facultas. Wien. S. 109–134.
- Kaltenbrunner, Andy / Tálos, Emmerich (2010): Wikipedia als Wegweiser. In: Kaltenbrunner, Andy / Karmasin, Matthias / Kraus, Daniela (Hg.): Der Journalisten Report III. Politikjournalismus in Österreich. Facultas. Wien. S. 87–108.
- Carvajal, Miguel / García-Avilés, José / Meier, Klaus / Kaltenbrunner, Andy / Kraus, Daniela (2009): Newsroom Integration in Austria, Spain and Germany: Models of Media Convergence. In: Journalism Practice 3/2009.
- Kaltenbrunner, Andy / Karmasin, Matthias / Kraus, Daniela / Zimmermann, Astrid (2008): Der Journalisten Report II. Österreichs Medienmacher und ihre Motive. Facultas. Wien.
- Kaltenbrunner, Andy/Karmasin, Matthias / Kraus, Daniela/Zimmermann, Astrid (2007): Der Journalisten-Report. Österreichs Medien und ihre Macher. Facultas Verlag. Wien.
- Gottwald, Franzisca / Kaltenbrunner, Andy / Karmasin, Matthias (2006): Medienselbstregulierung zwischen Ökonomie und Ethik. Erfolgsfaktoren für ein österreichisches Modell. Lit Verlag. Wien
- Kaltenbrunner, Andy: Medienpolitik. In: Tálos, Emmerich (2006): Schwarz-Blau. Ein Bilanz des "Neu-Regierens". Lit Verlag. Wien
- Kaltenbrunner, Andy (Hg.) (2001): Beruf ohne (Aus-)Bildung. Anleitungen zum Journalismus. Czernin-Verlag. Wien